# Camptostylus mannii
Espèce
Synonymes
- Caloncoba mannii (Oliv.) Gilg[2]
- Camptostylus aristatus (Oliv.) Gilg[2]
- Camptostylus litoralis Gilg[2]
- Camptostylus petiolaris Gilg[2]

Camptostylus mannii est une espèce de plantes à fleurs de la famille des Achariaceae présente en Afrique tropicale.
Son épithète spécifique mannii rend hommage au botaniste allemand Gustav Mann.